# Nowa Synagoga w Berlinie
Nowa Synagoga w Berlinie (niem. Neue Synagoge Berlin) – synagoga znajdująca się w Berlinie, stolicy Niemiec w dzielnicy Spandauer Vorstadt, przy Oranienburger Straße. Jest główną synagogą berlińskiej gminy żydowskiej.

## Historia
Synagoga została zbudowana w latach 1859–1866 według projektu Eduarda Knoblaucha i Friedricha Augusta Stülera. Była to wówczas największa synagoga w Niemczech. Podczas nocy kryształowej z 9 na 10 listopada 1938 roku bojówki hitlerowskie spaliły synagogę, ale jej solidna konstrukcja się nie zawaliła. W zrujnowanym budynku świątyni nabożeństwa odbywały się do końca marca 1940 roku.
Po zakończeniu II wojny światowej synagoga stała jako opuszczona ruina w historycznym centrum ówczesnego Berlina Wschodniego. Dopiero na przełomie lat 80. i 90. zainteresowano się budynkiem synagogi, który w bardzo szybkim tempie odrestaurowano. 5 września 1991 roku (125 lat po pierwotnym poświęceniu świątyni) ukończono odrestaurowywanie budynku. 7 maja 1995 roku synagoga została ponownie konsekrowana przez społeczność żydowską jako Centrum Judaicum.
Obecnie synagoga służy wiernym oraz jest siedzibą Stiftung Neue Synagoge Berlin – Centrum Judaicum, fundacji zajmującej się ochroną dziedzictwa kultury żydowskiej w Niemczech i jej pogłębianiem.